# Billy Daniels
Billy Daniels (ur. 12 września 1915, zm. 7 października 1988) – afroamerykański piosenkarz, muzyk i aktor.

## Filmografia
- 1944: Brazil jako Tancerz
- 1953: Cruisin’ Down the River jako William
- 1959: The Beat Generation jako dr Elcott
- 1959: Night of the Quarter Moon jako Główny kelner

## Wyróżnienia
Posiada swoją gwiazdę na Hollywoodzkiej Alei Gwiazd.